# Cuttoli-Corticchiato
Cuttoli-Corticchiato (en cors Cuttuli è Curtichjatu) és un municipi francès, situat a la regió de Còrsega, al departament de Còrsega del Sud. L'any 1999 tenia 1.437 habitants.

## Demografia
| 1962 | 1968 | 1975 | 1982 | 1990 | 1999 |
| ---- | ---- | ---- | ---- | ---- | ---- |
| 515  | 544  | 465  | 643  | 1085 | 1473 |

## Administració
| Període | Identitat       | Partit | Qualitat |
| ------- | --------------- | ------ | -------- |
| 2007-   | Paul Scarbonchi |        |          |

## Personatges il·lustres
- Jean Biancucci